# Rozbicie więzienia w Pułtusku
Rozbicie więzienia w Pułtusku – ostatnia duża akcja zbrojna antykomunistycznego podziemia niepodległościowego zakończona sukcesem. W jej wyniku uwolniono 70 więźniów z więzienia w Pułtusku.

## Historia

### Tło historyczne
Byli żołnierze Armii Krajowej, którzy postanowili kontynuować działalność przeciwko władzy komunistycznej, przystąpili w połowie 1945 r. do tworzącego się Ruchu Oporu Armii Krajowej. Powiat pułtuski funkcjonował w strukturze Inspektoratu Mazowieckiego ROAK jako Obwód Pułtusk (krypt. „Maciejka”). Funkcjonował sprawnie; nawet zwalczający podziemie komuniści oceniali, że mają do czynienia z najlepiej zorganizowaną działalnością w skali całego inspektoratu. Partyzanci ROAK działali systemem niewielkich patroli, które prowadziły działalność ukierunkowaną na ograniczanie wpływów komunistów poprzez likwidowanie funkcjonariuszy Milicji Obywatelskiej i Urzędu Bezpieczeństwa oraz siatki agenturalnej bezpieki. Ponadto zwalczano oddziały bandycko-rabunkowe oraz likwidowano bimbrownictwo. Na terenie powiatu pułtuskiego działały również oddziały Zrzeszenia Wolność i Niezawisłość operujące z Obwodu WiN Ostrów Mazowiecka (krypt. „Otylia”).
Na początku lutego 1946 r. doszło do pierwszych aresztowań żołnierzy podziemia. Dzięki pozyskaniu do współpracy Stanisława Rachuby ps. „Karlik” z Kacic Urząd Bezpieczeństwa pozyskał informacje pozwalające na aresztowanie 43 osób z terenu powiatu pułtuskiego. Wśród aresztowanych znaleźli się oficerowie z dowództwa obwodu. W maju 1946 r. warszawski Wojskowy Sąd Rejonowy na sesji wyjazdowej w Pułtusku, osądził 17 żołnierzy podziemia, a wobec trzech z nich orzekł karę śmierci. W wyniku „wsypy” Obwód Pułtuski ROAK został przeorganizowany, a na jego czele stanął Mieczysław Żebrowski ps. „Kordian”. Jego działalność została przerwana 3 lipca, kiedy to został aresztowany przez Urząd Bezpieczeństwa. W wyniku śledztwa dokonano dalszych aresztowań na terenie powiatu. Do końca sierpnia aresztowano 31 żołnierzy podziemia, a w późniejszym czasie liczba zatrzymanych nadal rosła. Jesienią 1946 r., na skutek aresztowań oraz akcji ujawnieniowej, Obwód Pułtuski ROAK został zdezorganizowany i wszedł w skład struktur Narodowego Zjednoczenia Wojskowego. Został oznaczony kryptonimami „Paulina” i „Narwik”.

### Przebieg akcji
Przyłączenie Pułtuska do białostockiego Obwodu WiN spowodowało intensyfikację pracy konspiracyjnej. Dzięki pracy Zygmunta Dąbkowskiego (ps. „Orka”, „Krym”) udało się odtworzyć komendę Obwodu oraz jego strukturę terenową. Podstawowym zadaniem jakie przyjął do realizacji Dąbkowski było jednak uwolnienie aresztowanych żołnierzy podziemia przetrzymywanych w więzieniu w Pułtusku, a zwłaszcza Mieczysława Żebrowskiego.

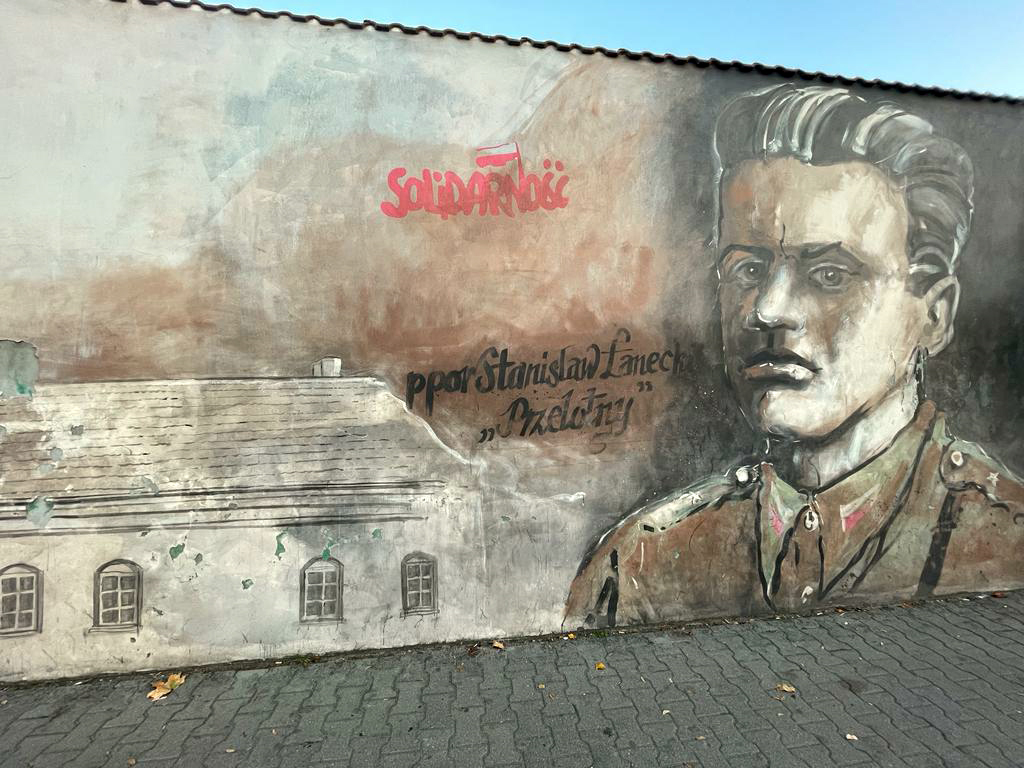
Ppor. Stanisław Łanecki na muralu

Przeprowadzono staranne rozpoznanie sytuacji w mieście. Zlokalizowane zostały miejsca stacjonowania sił bezpieczeństwa oraz rozpracowano budynek więzienia i zatrudnioną w nim kadrę. Siły obwodu pułtuskiego były jednak zbyt słabe do samodzielnego przeprowadzenia akcji, dlatego też uzyskano wzmocnienie z Obwodu WiN Ostrów Mazowiecka. W ten sposób sformowano czterdziestoosobową grupę szturmową dowodzoną przez ppor. Stanisława Łaneckiego (ps. „Przelotny”). Oddział był silnie uzbrojony, m.in. dysponował 10 karabinami maszynowymi.
Część żołnierzy przeniknęła do miasta samochodami udając grupę ludowego Wojska Polskiego, pozostali dotarli na miejsce akcji korzystając z chłopskich furmanek. 26 listopada po południu przystąpiono do ataku. Grupa przebywająca w samochodach na miejskim rynku o godz. 19:00 zniszczyła centralę telefoniczną oraz zablokowała mosty uniemożliwiając tym samym przemieszczanie się sił MO i UB do zachodniej części miasta. Funkcjonariusze bezpieki kilka razy podjęli próbę przedarcia się przez te mosty, ale odparci zrezygnowali. Udało się również odnaleźć Jana Dwornika, naczelnika więzienia, i nakłonić go do współpracy. Pozwoliło to partyzantom na bezkolizyjne wejście na teren więzienia i uwolnienie z cel 70 aresztowanych. Ponadto zdobyto 3 ręczne karabiny maszynowe, 4 pistolety maszynowe PPSz, 21 karabinów oraz 64 granaty. Dodatkowo 6 karabinów zniszczono. Z więziennej kasy pozyskano znaczną kwotę przechowywanych tam pieniędzy oraz dużą ilość kosztowności.
W trakcie odwrotu dowódca akcji, ppor. Stanisław Łanecki, wdał się w walkę z dwoma członkami ORMO. Obu zdołał zabić, jednak sam został śmiertelnie ranny. W tym samym czasie zginął inny członek oddziału szturmowego NN ps. „Góra”. Jego ciała nie udało się partyzantom odzyskać. Oddział wycofał się z miasta w kierunku powiatu ostrowskiego. Zdezorientowani funkcjonariusze MO i UB nie byli w stanie podjąć skutecznego pościgu.

### Konsekwencje akcji
Akcja została uznana za udaną. Wprawdzie nie uwolniono Mieczysława Żebrowskiego, który kilka dni wcześniej został przewieziony do Warszawy, ale odbito znaczną grupę aresztowanych, zdobyto broń i środki finansowe. Odwrót został przeprowadzony sprawnie, siły bezpieczeństwa nie potrafiły podjąć skutecznego pościgu. Funkcjonariusze UB zdołali jednak ująć kilku byłych więźniów, którzy powrócili do swych miejsc zamieszkania. Dwa tygodnie po rozbiciu więzienia grupa operacyjna PUBP Pułtusk w Kruczym Borku wykryła kolejnych trzech zbiegów i w walce zabiła jednego, a innego schwytała. W związku z tą akcją wiele osób zagrożonych aresztowaniem ze strony UB i MO zdecydowało się na przyłączenie do oddziałów podziemia niepodległościowego operujących na terenie powiatu pułtuskiego.

## Upamiętnienie
3 października 2016 r., w ramach obchodów 70. rocznicy akcji, na murze byłego więzienia odsłonięto pamiątkową tablicę. Ponadto na tymże murze znalazł się mural upamiętniający to wydarzenie.